# Cottens (Vaud)
Cottens is een plaats en voormalige gemeente in het Zwitserse kanton Vaud en maakt sinds 1 januari 2008 deel uit van het district Morges.
Cottens telt 396 inwoners.

## Geschiedenis
Voor 1 januari 2008 maakte de gemeente deel uit van het per die datum opgeheven district Cossonay.
Op 1 juli 2011 fuseerde Cottens met de gemeenten Apples, Bussy-Chardonney, Pampigny, Reverolle en Sévery tot de gemeente Hautemorges.
- Historisch woordenboek van Zwitserland: 002328